# Paris (département)
Pour les articles homonymes, voir Paris (homonymie).
Pour le département nommé « Département de Paris » de 1790 à 1795, voir Seine (département).
1968–2019
Entités précédentes :
- Département de la Seine

Entités suivantes :
- Ville de Paris

Paris est un ancien département français, créé le 1er janvier 1968 selon la loi du 10 juillet 1964, en remplacement du département de la Seine, lui-même créé le 4 mars 1790 à partir de l'ancienne province d'Île-de-France. L'Insee et La Poste lui attribuent le code 75.
En tant que collectivité territoriale, il n'existe plus depuis que la loi no 2017-257 du 28 février 2017 a fait fusionner le département de Paris (75D) et la commune de Paris (75056) le 1er janvier 2019 pour former la Ville de Paris (75C), une collectivité à statut particulier, exerçant à la fois les compétences de la commune et du département,. En tant que circonscription administrative, le département de Paris (75) existe encore.

## Histoire politique
Ce département possède un statut particulier, en ne possédant qu'une seule commune, elle-même divisée en 20 arrondissements municipaux. Ce particularisme entraîne la fusion des institutions classiques (conseil départemental, conseil municipal, intercommunalité, canton) au sein d'une unique assemblée le Conseil de Paris. Le département est également découpé en 18 circonscriptions législatives, et est représenté au niveau national par dix-huit députés et douze sénateurs.

## Représentation politique et administrative

### Préfets et arrondissements

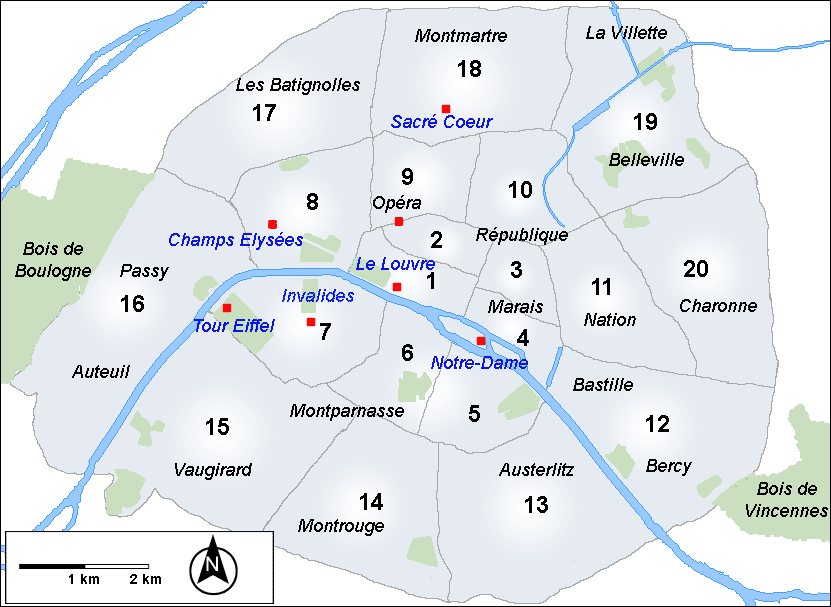
Arrondissements municipaux.

Le département de Paris ne possède qu'un seul arrondissement. Il recouvre exactement le territoire de la Ville de Paris. La préfecture est localisée depuis à Hôtel de préfecture de Paris, rue Leblanc, en remplacement des anciens locaux situés sur le boulevard Morland.
L'arrondissement de Paris ne doit ainsi pas être confondu avec les 20 arrondissements municipaux, qui sont eux-mêmes des subdivisions de la Ville de Paris.

### Députés et circonscriptions législatives

Circonscriptions et affiliations à l'issue des élections de 2024.

| Circ. | Nom                    |  | Parti | Groupe                      | Suppléant                  |
| ----- | ---------------------- |  | ----- | --------------------------- | -------------------------- |
| 1re   | Sylvain Maillard       |  | RE    | Ensemble pour la République | Martine Figuéroa           |
| 2e    | Jean Laussucq          |  | DVD   | Ensemble pour la République | Antoine Lesieur            |
| 3e    | Léa Balage El Mariky   |  | LÉ    | Écologiste et social        | Pierre-Yvain Arnaud        |
| 4e    | Astrid Panosyan-Bouvet |  | RE    | Ensemble pour la République | Emmanuelle Hoffman         |
| 4e    | Emmanuelle Hoffman     |  | RE    | Ensemble pour la République | –                          |
| 5e    | Pouria Amirshahi       |  | LÉ    | Écologiste et social        | Charlotte Nenner           |
| 6e    | Sophia Chikirou        |  | LFI   | La France insoumise         | Sophie de La Rochefoucauld |
| 7e    | Emmanuel Grégoire      |  | PS    | Socialistes et apparentés   | Dorine Bregman             |
| 8e    | Éva Sas                |  | LÉ    | Écologiste et social        | Sandrine Charnoz           |
| 9e    | Sandrine Rousseau      |  | LÉ    | Écologiste et social        | Wilfried Bétourné          |
| 10e   | Rodrigo Arenas         |  | LFI   | La France insoumise         | Ouns Hamdi                 |
| 11e   | Céline Hervieu         |  | PS    | Socialistes et apparentés   | Vincent Verbavatz          |
| 12e   | Olivia Grégoire        |  | RE    | Ensemble pour la République | Fanta Berete               |
| 13e   | David Amiel            |  | RE    | Ensemble pour la République | Catherine Ibled            |
| 14e   | Benjamin Haddad        |  | RE    | Ensemble pour la République | Joséphine Missoffe         |
| 14e   | Joséphine Missoffe     |  | RE    | Ensemble pour la République | –                          |
| 15e   | Danielle Simonnet      |  | L'AP  | Écologiste et social        | Laurent Sorel              |
| 16e   | Sarah Legrain          |  | LFI   | La France insoumise         | Roland Timsit              |
| 17e   | Danièle Obono          |  | LFI   | La France insoumise         | Michel Mongkhoy            |
| 18e   | Aymeric Caron          |  | REV   | La France insoumise (app.)  | Manon Luquet               |

### Sénateurs
Lors des élections sénatoriales de 2023, douze sénateurs ont été élus à Paris. À l'heure actuelle, la liste par ordre alphabétique est la suivante :
| Nom                        |  | Parti | Groupe                                         | Première élection |
| -------------------------- |  | ----- | ---------------------------------------------- | ----------------- |
| Ian Brossat                |  | PCF   | Communiste, républicain, citoyen et écologiste | 2023              |
| Colombe Brossel            |  | PS    | Socialiste, écologiste et républicain          | 2023              |
| Marie-Claire Carrère-Gée   |  | LR    | Les Républicains                               | 2023              |
| Catherine Dumas            |  | LR    | Les Républicains                               | 2017              |
| Agnès Evren                |  | LR    | Les Républicains                               | 2023              |
| Rémi Féraud                |  | PS    | Socialiste, écologiste et républicain          | 2017              |
| Marie-Pierre de La Gontrie |  | PS    | Socialiste, écologiste et républicain          | 2017              |
| Antoinette Guhl            |  | EÉLV  | Écologiste - solidarité et territoires         | 2023              |
| Yannick Jadot              |  | EÉLV  | Écologiste - solidarité et territoires         | 2023              |
| Bernard Jomier             |  | DVG   | Socialiste, écologiste et républicain          | 2017              |
| Anne Souyris               |  | EÉLV  | Écologiste - solidarité et territoires         | 2023              |
| Francis Szpiner            |  | LR    | Les Républicains                               | 2023              |

### Conseillers de Paris
Le Conseil de Paris qui cumule les fonctions de conseil municipal et de conseil départemental.
Présidence et Maire de Paris : Anne Hidalgo
| Majorité (94 sièges)      |  |          |    |
| Parti socialiste          |  | PS       | 41 |
| Divers gauche             |  | DVG      | 13 |
| Europe Écologie Les Verts |  | EÉLV     | 21 |
| Génération écologie       |  | GÉ       | 1  |
| Parti animaliste          |  | PA       | 1  |
| Parti communiste français |  | PCF      | 11 |
| Génération.s              |  | G·s      | 6  |
| Opposition (69 sièges)    |  |          |    |
| Les Républicains          |  | LR       | 44 |
| Les Centristes            |  | LC       | 5  |
| Divers droite             |  | DVD      | 3  |
| Agir                      |  | Agir     | 2  |
| Objectif France           |  | OF       | 1  |
| Horizons                  |  | Horizons | 3  |
| La République en marche   |  | LREM     | 2  |
| Soyons libres             |  | SL       | 1  |
| Mouvement démocrate       |  | MoDem    | 5  |
| La France insoumise       |  | LFI      | 1  |
| Divers gauche             |  | DVG      | 1  |
| Parti communiste français |  | PCF      | 1  |

### Conseillers régionaux
Présidence : Valérie Pécresse (Yvelines)
|            | Parti    | Siège |
| ---------- | -------- | ----- |
| Majorité   |          |       |
|            | LR       | 15    |
|            | DVD      | 3     |
|            | UDI      | 2     |
|            | Ex MoDem | 2     |
|            | Agir     | 1     |
|            | Horizons | 1     |
|            | MR       | 1     |
| Opposition |          |       |
|            | EELV     | 4     |
|            | PCF      | 3     |
|            | LREM     | 3     |
|            | RN       | 2     |
|            | PS       | 2     |
|            | LFI      | 1     |
|            | G.s      | 1     |
|            | DVG      | 1     |
|            | ECO      | 1     |
|            | PA       | 1     |

### Maires

Mairies d'arrondissement à l'issue des élections de 2020.

| Arr.   | Maire                   |  | Parti   | Élection | Population |
| ------ | ----------------------- |  | ------- | -------- | ---------- |
| Centre | Ariel Weil              |  | PS      | 2020     | 100 196    |
| 5e     | Florence Berthout       |  | HOR     | 2014     | 57 380     |
| 6e     | Jean-Pierre Lecoq       |  | LR      | 1994     | 39 625     |
| 7e     | Rachida Dati            |  | DVD     | 2008     | 48 520     |
| 8e     | Jeanne d'Hauteserre     |  | LR      | 2014     | 35 631     |
| 9e     | Delphine Bürkli         |  | HOR-LFA | 2014     | 60 168     |
| 10e    | Alexandra Cordebard     |  | PS      | 2017     | 83 459     |
| 11e    | François Vauglin        |  | PS      | 2014     | 144 292    |
| 12e    | Emmanuelle Pierre-Marie |  | LÉ      | 2020     | 140 311    |
| 13e    | Jérôme Coumet           |  | DVG     | 2007     | 177 833    |
| 14e    | Carine Petit            |  | LÉ      | 2014     | 133 967    |
| 15e    | Philippe Goujon         |  | LR      | 2008     | 229 472    |
| 16e    | Jérémy Redler           |  | LR      | 2023     | 162 820    |
| 17e    | Geoffroy Boulard        |  | LR      | 2017     | 166 336    |
| 18e    | Éric Lejoindre          |  | PS      | 2014     | 191 135    |
| 19e    | François Dagnaud        |  | PS      | 2013     | 183 211    |
| 20e    | Éric Pliez              |  | DVG     | 2020     | 192 120    |